# Миркович, Александр Яковлевич

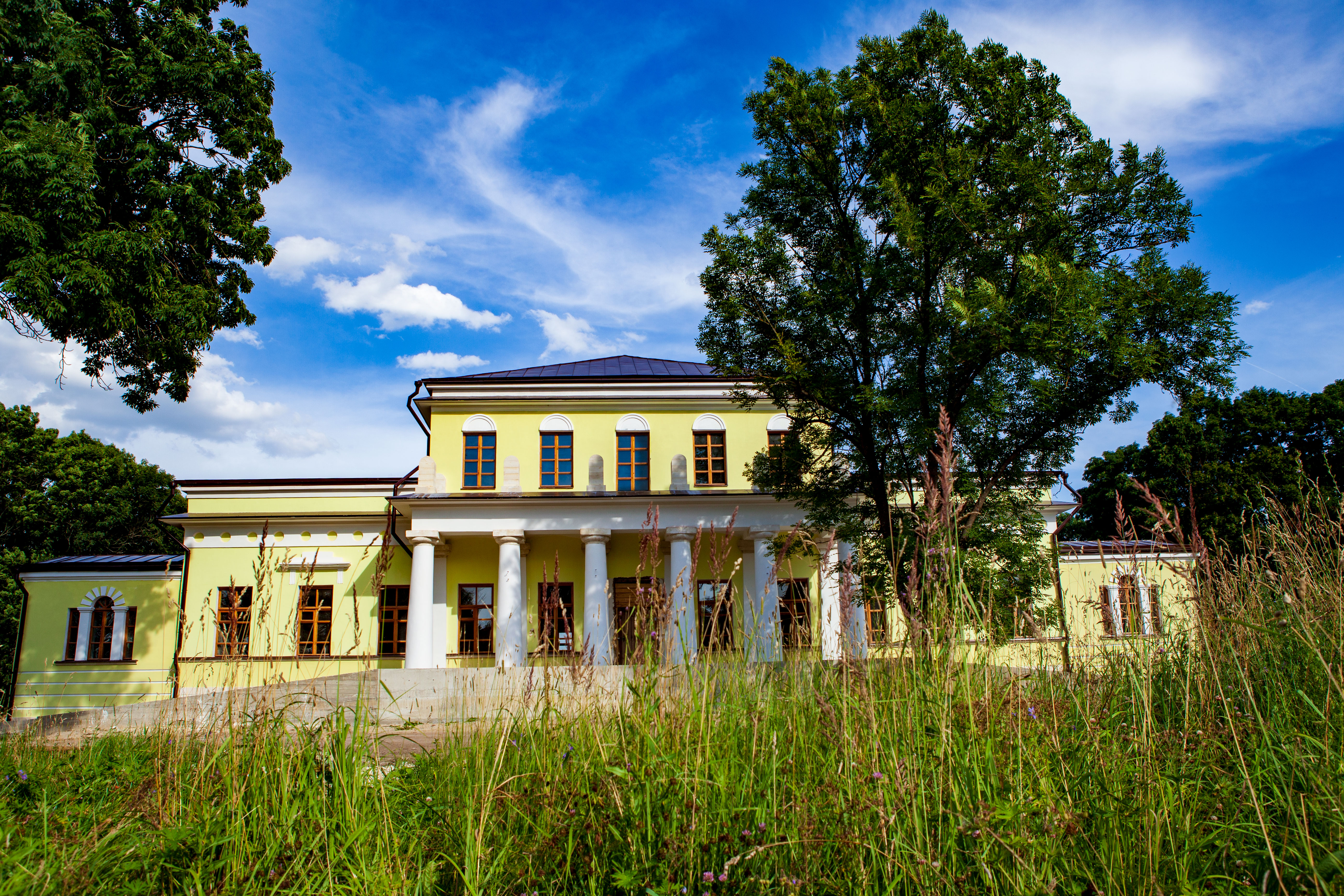
Усадьба генерала А. Я. Мирковича в селе Николо-Жупань Одоевского района

Александр Яковлевич Миркович (2 февраля 1792 — 22 июня 1888, Калуга) — генерал-майор русской императорской армии, в 1818—1821 годах член Союза благоденствия, на исходе жизни — старожил калужского общества.

## Биография
Родился 2 февраля 1792 года в семье дворян Тульской губернии. Отец — статский советник Яков Степанович Миркович, мать — Марья Гавриловна Голова, брат Фёдор Яковлевич Миркович, племянник Михаил Фёдорович Миркович.
Окончил курс в Пажеском Его Величества корпусе, где имя его в числе отличнейших, занесено на мраморную доску. Будучи пажом, находился при погребении императора Павла I.В 1810 году в 17 лет был выпущен в офицеры с чином поручика и был назначен в Лейб-Гвардейский конный полк, в рядах которого и участвовал в Отечественной войне 1812 года и в кампаниях 1813—1814 годов.
В деле под Фер-Шампенуазом, по личному приказанию великого князя Константина Павловича, 4 эскадрон этого полка был направлен на шести орудийную неприятельскую батарею, а Лейб-эскадрон Его Величества на неприятельской каре. Блистательная атака этих двух эскадронов окончилась уничтожением пехотного каре и батареи, причем у Мирковича была убита лошадь.

В 1817 году по случаю переезда царского двора в Москву, где Александр I предполагал иметь продолжительное пребывание, Миркович находился в том дивизионе конной гвардии, который поступил в состав Московского гвардейского отряда, и 12 октября в день оставления французами Москвы, присутствовал при закладке храма Христа Спасителя. Спустя 66 лет именно Миркович, в числе очень не многих оставшихся в живых ветеранов Отечественной войны, получил приглашение присутствовать при торжественном освящении этого храма. 

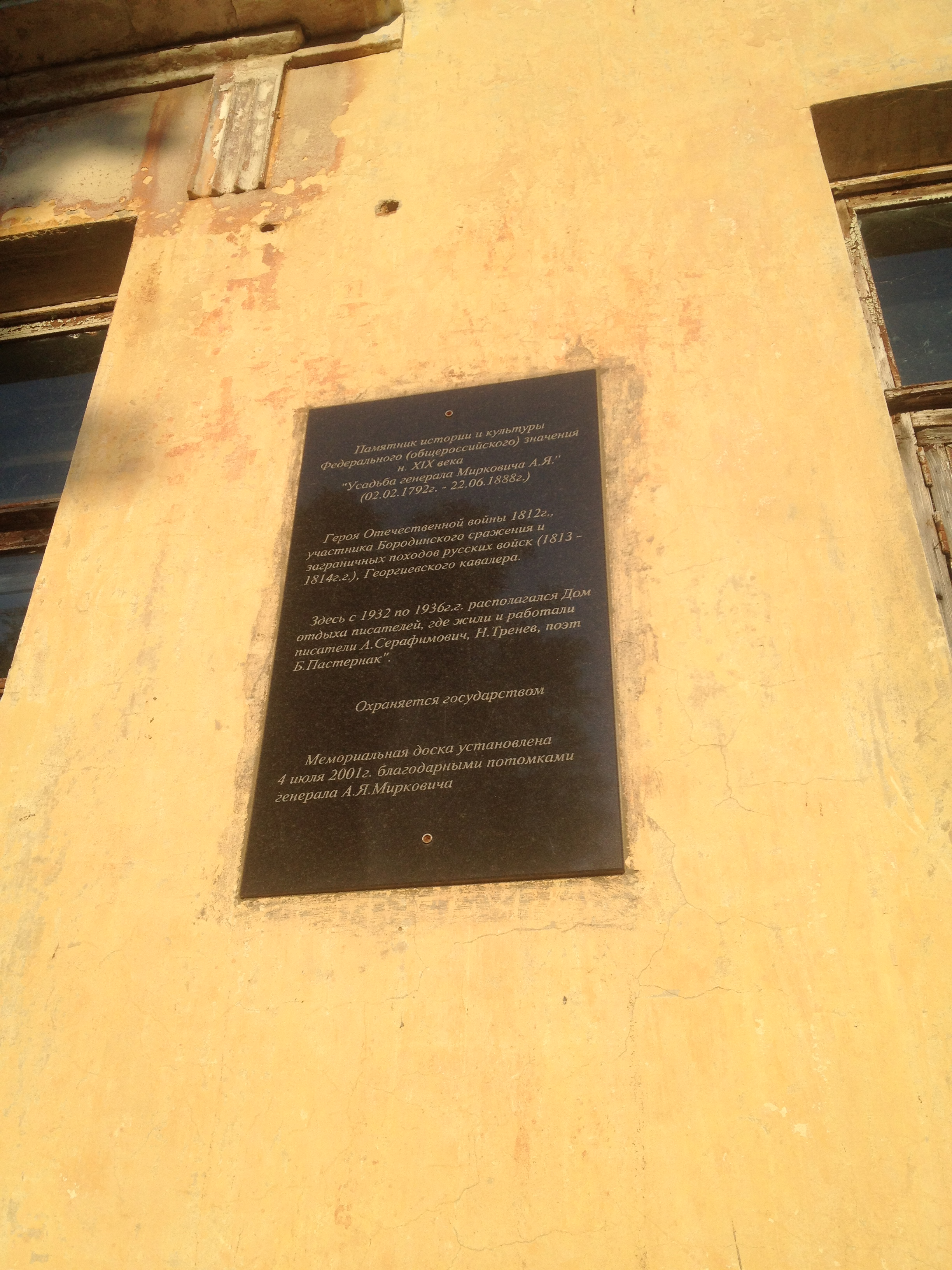
Памятная доска, установленная в Ново-Жупани современными потомками Мирковича

В 1820 году в чине полковника Миркович назначен был старшим адъютантом в штабе гвардейского корпуса. В 1821 году в виду политических обстоятельств, гвардейский корпус был двинут в Западный край и в следующем году расположился в окрестностях города Вильно, откуда в виде особого отличия, Миркович был послан командиром гвардейского корпуса на встречу Императора, который выехал из Петербурга в Вильно. Полковник Миркович встретил его под Лугой и сопровождал Императора в дальнейшем путешествии.
После Высочайшего осмотра и парада, гвардия выступила в Петербург и вскоре после возвращения в столицу Миркович женился.
Между тем, упорная болезнь глаз и необходимость заняться домашними делами заставили его выйти в отставку, но и здесь он не оставался чуждым войскам. Будучи в отставке он окончил начатую ещё на службе историю Лейб-Гвардейского конного полка, и в 1824 году представил её начальству. К сожалению она не была напечатана.
В 1818—1821 годах являлся членом тайного общества Союз благоденствия. После восстания декабристов высочайше повелено оставить без внимания, к следствию не привлекался.
Пробыв в отставке более 20-ти лет Миркович в 1843 году поступил вновь на службу, по особым поручениям при Санкт-Петербургском генерал-губернаторе Кавелине своём корпусном товарище и друге. Когда Кавелина постигла тяжкая душевная болезнь, император Николай I повелел Мирковичу оставаться при Кавелине, как сказано в Высочайшем повелении для того чтобы иметь наблюдение и попечение в его болезни.
Император заботился о Кавелине и поручил Александру Яковлевичу ежедневно предоставлять ему информацию о состоянии его здоровья. Во время пребывания Кавелина за границей бюллетени эти доставлялись со срочными фельдъегерями графу Орлову.
По возвращении из этой командировки Александр Яковлевич получил рескрипт и табакерку с бриллиантами и вензелевым изображением Имени Его Высочества Наследника Цесаревича. Уволен в отставку генерал-майором в 1854 году.
Поселившись сначала в деревне, а потом в Калуге Миркович не остался праздным, но старался принести большую пользу обществу подвигами добра. Его старанием было разыскано спасенное унтер-офицером Старичковым знамя Азовского полка, которое стало украшать в Калуге соборную церковь. В воспоминании о подвиге Старичкова уроженца Калуги по просьбе Мирковича устроена богадельня Старичкова.
Главной заботой Александра Яковлевича было увековечить подвиги русских людей в Отечественную войну, впоследствии он выхлопотал Высочайшее разрешение на сооружение в Малом-Ярославце памятника Беляеву, бывшему протоколисту уездного суда.
Сохраняя искреннее и беспредельное чувство любви к родине Александр Яковлевич интересовался всем, что относилось к истории России. Он тщательно собирал исторические документы, сохранил письма Екатерины II к деду своей жены Чичерину, которые впоследствии он передал в Императорскую публичную библиотеку. 

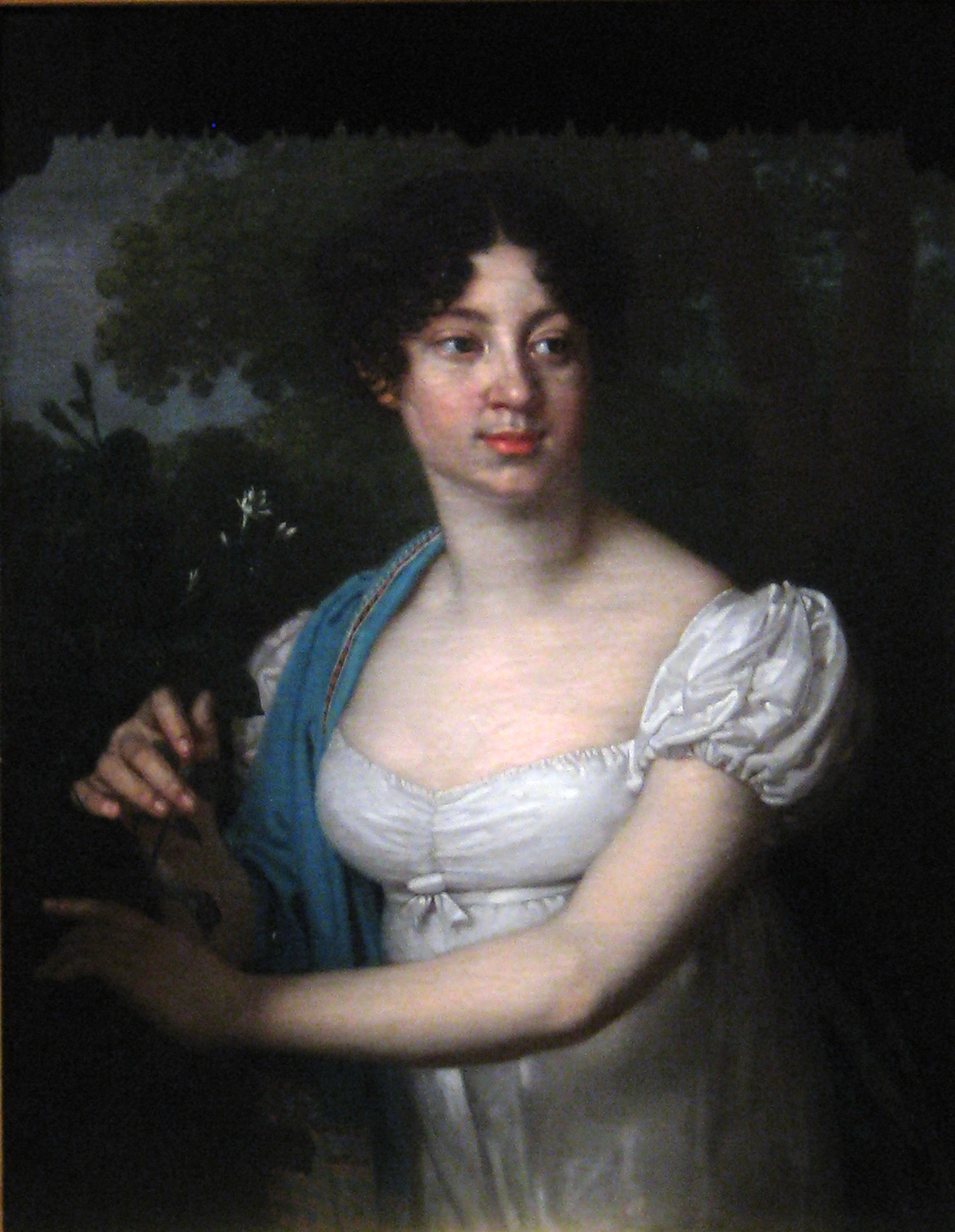
Жена Екатерина на портрете работы Боровиковского

Скончался Александр Яковлевич Миркович в возрасте 96 лет. Его тело было погребено в монастыре Святого Креста 24 июня 1888 года. В процессии участвовали части войск квартирующих в Калуге, для отдания почестей покойному как георгиевскому кавалеру.

## Брак и дети
Александр Яковлевич был женат дважды, от первого брака, сын Миркович Владимир Александрович, затем на Екатерине Александровне Чичериной (01.09.1790—1848), дочери генерал-майора Александра Николаевича Чичерина и Елизаветы Петровны Демидовой, внучке Н. И. Чичерина и П. Г. Демидова. В 1828 году у них родился сын Александр (с 1866 гвардии полковник).

## Награды
- Орден Святой Анны 4-й степени (19.12.1812)
- Орден Святого Владимира 4-й степени с бантом (15.09.1813)
- Золотая шпага «За храбрость» (13.03.1814)
- Орден Святой Анны 2-й степени (26.10.1821, императорская корона к ордену пожалована 15.04.1845)
- Орден Святого Владимира 3-й степени (31.01.1847)
- Орден Святого Георгия 4-й степени (26.11.1853)
- Прусский Знак отличия Железного креста (1813)